# Orthosia japonica
Orthosia japonica là một loài bướm đêm trong họ Noctuidae.